# IC 5296
IC 5296 — галактика типу SBb (компактна витягнута галактика) у сузір'ї Пегас.
Цей об'єкт міститься в оригінальній редакції індексного каталогу.